# 梅敦 (肯塔基州)
梅敦（英語：Maytown）是位於美國肯塔基州弗洛伊德縣的一個人口普查指定地區。

## 人口
根據2020年美國人口普查的數據，梅敦的面積為1.48平方千米，當中陸地面積為1.48平方千米，而水域面積為0.00平方千米。當地共有人口227人，而人口密度為每平方千米153.38人。